# Bitschwiller-lès-Thann
Bitschwiller-lès-Thann (en alsacià Bitschwiller) és un municipi francès, situat a la regió del Gran Est, al departament de l'Alt Rin. L'any 2005 tenia 2.131 habitants.

## Demografia
| 1962  | 1968  | 1975  | 1982  | 1990  | 1999  |
| ----- | ----- | ----- | ----- | ----- | ----- |
| 2.109 | 2.169 | 2.117 | 1.922 | 2.052 | 2.123 |

## Administració
| Període | Identitat     | Partit |
| ------- | ------------- | ------ |
| 2001-   | Pierre Walter |        |